# Île Inveruglas
L'Île Inveruglas (en gaélique écossais : « Innis Inbhir Dhughlais ») est une petite île inhabitée dans le Loch Lomond. Elle se trouve au large du rivage à Inveruglas, en face d’Inversnaid, à l’extrémité nord du loch. Elle est en face de la centrale hydroélectrique du Loch Sloy.
Le nom Inbhir Dhu(bh)ghlais signifie « embouchure du courant noir ». L’île d’Inveruglas est donc, littéralement, l’île à l’embouchure du ruisseau noir.
L’île abrite les ruines d’un château qui était autrefois la maison des chefs du Clan MacFarlane, détruit au XVIIe siècle par les troupes de Têtes-Rondes d’Oliver Cromwell,